# Тим, Светлана Георгиевна
Светла́на Гео́ргиевна Тим (род. 31 августа 1952) — артистка филармонии, иллюзионистка, факир.

## Биография
Родилась в г. Куйбышеве 31 августа 1952 года. В 1982—1984 занималась в ВТМЭИ, подготовила аттракцион «Невероятно, но факт» (режиссёр Р. Е. Славский). Указом Президиума Верховного Совета РСФСР от 26 января 1990 года ей присвоено почётное звание заслуженной артистки РСФСР.

## Программа выступления
Выступление Тим обычно длилось от 2 до 3-х часов без перерыва. В её программу входили следующие номера: запоминание большого количества информации, мгновенный подсчёт восьмизначных чисел, мелодекламация и опыты в области телепатии, например, определение цвета табличек, находящихся у неё за спиной.
Тим является единственной женщиной, исполняющей сложные трюки из репертуара факиров: танец босыми ногами на острие игл, на осколках бутылочного стекла, извержение огненных фонтанов изо рта, восхождение босыми ногами по лестнице, ступенями которой служат остро отточенные сабли. Особое место в творчестве С. Тим занимает суггестия, то есть внушение, что позволяет ей вводить в программу элементы гипноза. После завершения активной гастрольной деятельности, в прессе появлялись сообщения о смерти Светланы Тим, также ходили упорные слухи, что вместо неё работает её дочь. В настоящее время Светлана живет и здравствует и продолжает выступать в различных шоу-программах, на телевидении.

## Смерти Светланы Тим
Светлана Тим три раза оказывалась в состоянии клинической смерти. Еще в детстве Светлана перенесла первую клиническую смерть в результате ревматизма сердечной мышцы. Последний раз клиническая смерть с ней случилось в результате несчастного случая во время выступления. Светлана демонстрировала сложнейший номер: хождение по саблям, расположенным вместо ступеней лестницы. Из-за халатности ассистента одна из сабель была не до конца вставлена в пазы основания лестницы. Лестница сломалась и Светлана упала вниз на острые клинки сабель. В результате — огромная кровопотеря, множественные переломы и клиническая смерть. В связи с этой травмой Светлана не может делать некоторые трюки, которые доступны профессионалам её уровня, а также иногда травмируется иголками и стеклом, по которому ходит. Но в связи с тем, что она умеет останавливать кровь, то зрители не видят этих порезов.